# استیو کامک
استیو کامک (انگلیسی: Steve Cammack; ۲۰ مارس ۱۹۵۴ – ) بازیکن فوتبال اهل بریتانیا بود.
از باشگاه‌هایی که در آن بازی کرده‌است می‌توان به باشگاه فوتبال استوک‌پورت کانتی، باشگاه فوتبال اسکانتورپ یونایتد، باشگاه فوتبال شفیلد یونایتد، باشگاه فوتبال لینکولن سیتی، باشگاه فوتبال چسترفیلد، باشگاه فوتبال وورکساپ تاون، و باشگاه فوتبال پورت ویل اشاره کرد.